# Олеография
Олеогра́фия (от лат. oleum — масло и др.-греч. γράφω — пишу, рисую) — вид цветного полиграфического воспроизведения картин, выполненных масляными красками, самый распространённый во второй половине XIX века способ репродукции живописи.
Для получения олеографии применялся многокрасочный способ литографского воспроизведения картин. Для большего сходства изображения с оригиналами типографские оттиски лакировали и подвергали рельефному тиснению, в результате которого получалась имитация поверхности холста и рельефных мазков масляной краски. Нередко олеография, вследствие технологической примитивности, огрубляла и искажала оригинал.
В более широком смысле сам по себе термин «олеография» использовался в XIX веке для обозначения любой цветной литографии, без технологических различий. В более опосредованной (отчасти пренебрежительной) форме он удержался также и в искусствоведении первой половины XX века, когда о каком-либо художнике хотели сказать, что его живопись слаба и подражательна, плохо решена по композиции и по цвету, по сути — всего лишь «раскрашенная графика», — олеография. Это употребление слова скорее можно отнести к области профессионального жаргона критиков и музейных работников. Тем не менее, читая критические или теоретические работы об искусстве, необходимо понимать различие между двумя значениями этого слова: прямым и переносным.